# Sadio Doumbia
Sadio Doumbia (Toulouse, 12 september 1990) is een Frans tennisser.

## Carrière
Doumbia speelde lange tijd op lagere niveaus, hij won zijn enige challenger in het enkelspel in 2016 tegen Prajnesh Gunneswaran. In 2019 ging hij in het dubbelspel samen spelen met zijn landgenoot Fabien Reboul. Deze samenwerking bleek zeer succesvol want de volgende jaren won het duo 16 challengers en drie ATP-titels daarnaast stond nog eens driemaal in een finale van een ATP-toernooi. Ze namen daarnaast ook deel aan alle Grand Slams met als beste resultaat een derde ronde op Roland Garros in 2023.

## Palmares
| Legenda                       | Legenda               |
| ----------------------------- | --------------------- |
| Grand Slam                    |                       |
| Olympische Spelen             |                       |
| tot 2009                      | vanaf 2009            |
| Tennis Masters Cup            | ATP Finals            |
| ATP Masters Series            | ATP Tour Masters 1000 |
| ATP International Series Gold | ATP Tour 500          |
| ATP International Series      | ATP Tour 250          |

### Enkelspel
| Nr.                  | Datum           | Toernooi | Ondergrond | Tegenstander in finale | Score         | Details |
| -------------------- | --------------- | -------- | ---------- | ---------------------- | ------------- | ------- |
| Gewonnen challengers |                 |          |            |                        |               |         |
| 1.                   | 29 oktober 2016 | Pune     | Hardcourt  | Prajnesh Gunneswaran   | 4-6, 6-4, 6-3 |         |

### Dubbelspel
| Nr.                          | Datum             | Toernooi        | Ondergrond    | Partner       | Tegenstanders in finale                     | Score             | Details |
| ---------------------------- | ----------------- | --------------- | ------------- | ------------- | ------------------------------------------- | ----------------- | ------- |
| Gewonnen finales herendubbel |                   |                 |               |               |                                             |                   |         |
| 1.                           | 26 september 2023 | ATP Chengdu     | Hardcourt     | Fabien Reboul | Francisco Cabral Rafael Matos               | 4-6, 7-5, [10-7]  | details |
| 2.                           | 4 februari 2024   | ATP Montpellier | Hardcourt     | Fabien Reboul | Albano Olivetti Sam Weissborn               | 6-7, 6-4, [10-6]  | details |
| 3.                           | 21 april 2024     | ATP Boekarest   | Gravel        | Fabien Reboul | Harri Heliövaara Henry Patten               | 6-3, 7-5          | details |
| Verloren finales herendubbel |                   |                 |               |               |                                             |                   |         |
| 1.                           | 12 februari 2023  | ATP Córdoba     | Gravel        | Fabien Reboul | Máximo González Andrés Molteni              | 4-6, 4-6          | details |
| 2.                           | 11 februari 2024  | ATP Córdoba     | Gravel        | Fabien Reboul | Máximo González Andrés Molteni              | 4-6, 1-6          | details |
| 3.                           | 7 april 2024      | ATP Estoril     | Gravel        | Fabien Reboul | Gonzalo Escobar Oleksandr Nedovjesov        | 5-7, 2-6          | details |
| Gewonnen challengers         |                   |                 |               |               |                                             |                   |         |
| 1.                           | 3 september 2016  | Istanboel       | Hardcourt     | Calvin Hemery | Marco Chiudinelli Marius Copil              | 6-4, 6-3          |         |
| 2.                           | 14 september 2019 | Banja Luka      | Gravel        | Fabien Reboul | Sergio Galdós Facundo Mena                  | 6-3, 7-6          |         |
| 3.                           | 22 september 2019 | Sibiu           | Gravel        | Fabien Reboul | Matej Sabanov Ivan Sabanov                  | 6-4, 3-6, [10-7]  |         |
| 4.                           | 6 december 2020   | Campinas        | Gravel        | Fabien Reboul | Luis David Martinez Felipe Meligeni Alves   | 6-7, 7-5, [10-7]  |         |
| 5.                           | 24 april 2021     | Rome            | Gravel        | Fabien Reboul | Paolo Lorenzi Juan Pablo Varillas           | 7-6, 7-5          |         |
| 6.                           | 1 mei 2021        | Rome            | Gravel        | Fabien Reboul | Guido Andreozzi Guillermo Durán             | 7-5, 6-3          |         |
| 7.                           | 19 juni 2021      | Aix-en-Provence | Gravel        | Fabien Reboul | Robert Galloway Alex Lawson                 | 6-7, 7-5, [10-4]  |         |
| 8.                           | 21 augustus 2021  | Verona          | Gravel        | Fabien Reboul | Luca Margaroli Gonçalo Oliveira             | 7-5, 4-6, [10-6   |         |
| 9.                           | 30 oktober 2021   | Brest           | Hardcourt (i) | Fabien Reboul | Salvatore Caruso Federico Gaio              | 4-6, 6-3, [10-3]  |         |
| 10.                          | 15 januari 2022   | Forlì           | Hardcourt (i) | Fabien Reboul | Nicolás Mejía Alexander Ritschard           | 6-2, 6-3          |         |
| 11.                          | 5 maart 2022      | Las Palmas      | Gravel        | Fabien Reboul | Matteo Arnaldi Luciano Darderi              | 5-7, 6-4, [10-7]  |         |
| 12.                          | 11 juni 2022      | Perugia         | Gravel        | Fabien Reboul | Marco Bortolotti Sergio Martos Gornés       | 6-2, 6-4          |         |
| 13.                          | 25 juni 2022      | Oeiras          | Gravel        | Fabien Reboul | Robert Galloway Alex Lawson                 | 6-3, 3-6, [15-13] |         |
| 14.                          | 12 november 2022  | Roanne          | Hardcourt (i) | Fabien Reboul | Dustin Brown Szymon Walków                  | 7-6, 6-4          |         |
| 15.                          | 29 januari 2023   | Quimper         | Hardcourt (i) | Fabien Reboul | Anirudh Chandrasekar Arjun Kadhe            | 6-2, 6-4          |         |
| 16.                          | 15 april 2023     | Split           | Gravel        | Fabien Reboul | Anirudh Chandrasekar Vijay Sundar Prashanth | 6-4, 6-4          |         |

## Resultaten grote toernooien
| Legenda | Legenda                          |
| ------- | -------------------------------- |
| g.t.    | geen toernooi gehouden           |
| l.c.    | lagere categorie                 |
| –       | niet deelgenomen                 |
| G       | uitgeschakeld in de groepsfase   |
| 1R      | uitgeschakeld in de eerste ronde |
| 2R      | uitgeschakeld in de tweede ronde |
| 3R      | uitgeschakeld in de derde ronde  |
| 4R      | uitgeschakeld in de vierde ronde |
| KF      | uitgeschakeld in de kwartfinale  |
| HF      | uitgeschakeld in de halve finale |
| F       | de finale verloren               |
| W       | het toernooi gewonnen            |
| w-v     | winst/verlies-balans             |

### Dubbelspel
| grandslamtoernooien |    |    |    |    |
| Australian Open     | –  | –  | 2R | 1R |
| Roland Garros       | 1R | 2R | 3R | 1R |
| Wimbledon           | –  | 1R | 2R | 3R |
| US Open             | –  | –  | 1R | –  |